# 西洋店镇
西洋店镇，是中华人民共和国河南省驻马店市平舆县下辖的一个乡镇级行政单位。

## 行政区划
西洋店镇下辖以下地区：
西洋店社区、尹湾村、贾营村、谭赵村、聂寨村、陈寨村、高台村、耿庄村、后岗村、西洋潭村、毛陈村、吴湾村、秦王村、小尹村、潘营村、王寺台村、马楼村、赵庙村和彭庄村。